# Ка Пастори-Гандиоло (Парма)
Ка Пастори-Гандиоло је насеље у Италији у округу Парма, региону Емилија-Ромања.
Према процени из 2011. у насељу је живело 64 становника. Насеље се налази на надморској висини од 67 м.